# Santo Tirso
Santo Tirso ('sɐ̃tu 'tiɾsu) è un comune portoghese di 72 396 abitanti situato nel distretto di Porto.
Il suo territorio comunale è bagnato dalle acque del fiume Ave.

## Società

### Evoluzione demografica
| Popolazione di Santo Tirso (1801 – 2004) | Popolazione di Santo Tirso (1801 – 2004) | Popolazione di Santo Tirso (1801 – 2004) | Popolazione di Santo Tirso (1801 – 2004) | Popolazione di Santo Tirso (1801 – 2004) | Popolazione di Santo Tirso (1801 – 2004) | Popolazione di Santo Tirso (1801 – 2004) | Popolazione di Santo Tirso (1801 – 2004) | Popolazione di Santo Tirso (1801 – 2004) |
| ---------------------------------------- | ---------------------------------------- | ---------------------------------------- | ---------------------------------------- | ---------------------------------------- | ---------------------------------------- | ---------------------------------------- | ---------------------------------------- | ---------------------------------------- |
| 1801                                     | 1849                                     | 1900                                     | 1930                                     | 1960                                     | 1981                                     | 1991                                     | 2001                                     | 2004                                     |
| 2055                                     | 12779                                    | 28371                                    | 41078                                    | 77130                                    | 93482                                    | 102593                                   | 72396                                    | 71623                                    |

## Suddivisioni amministrative
Dal 2013 il concelho (o município, nel senso di circoscrizione territoriale-amministrativa) di Santo Tirso è suddiviso in 14 freguesias principali (letteralmente, parrocchie).

### Freguesias
1. Santo Tirso: Santo Tirso, Couto (Santa Cristina), Couto (São Miguel), Burgães
2. Areias: Areias, Sequeiró, Lama, Palmeira
3. Campo (São Martinho): Campo (São Martinho), Negrelos (São Mamede), São Salvador do Campo
4. Carreira: Carreira, Refojos de Riba de Ave
5. Lamelas: Lamelas, Guimarei
6. Agrela
7. Água Longa
8. Aves, anteriormente Vila das Aves
9. Monte Córdova
10. Negrelos (São Tomé)
11. Rebordões
12. Reguenga
13. Roriz
14. Vilarinho

### Gemellaggi
- Celanova
- Cantagalo
- Alcázar de San Juan
- Groß-Umstadt
- Saint-Péray
- Mâcon
- Clichy-la-Garenne